# Министерство внешних экономических связей Республики Татарстан
Министерство внешних экономических связей Республики Татарстан (тат. Татарстан Республикасы Тышкы икътисади элемтәләр министрлыгы) — орган исполнительной власти Республики Татарстан, входивший в кабинет министров Республики Татарстан и ведавший делами внешней экономической деятельности данного субъекта Российской Федерации.

## История
С начала 1990-х годов Татарстан стал активно участвовать в международном сотрудничестве, развитии внешнеэкономических связей, привлечении инвестиций и технологий, что сопровождалось становлением соответствующего институционального механизма и созданием органов государственного управления. Для обеспечения развития такой деятельности в 1992 году в аппарате Кабинета министров Республики Татарстан был создан отдел внешних экономических связей, который возглавил Л. З. Шайдуллин. В дальнейшем, постановлением Верховного Совета Республики Татарстан от 5 июля 1992 года № 1157-XII «О структуре Кабинета Министров Республики Татарстан» и Законом РТ от 9 июля 1992 года было принято решение о создании министерства внешних экономических связей Республики Татарстан, положение о котором было утверждено постановлением Кабинета министров РТ от 18 августа того же года. Первым министром был назначен Ш. Р. Арсланов, бывший до того полномочным представителем РТ в Москве. В 1995 году он заявил о переходе в бизнес и ушёл в отставку, тогда как новым министром стал Р. Г. Ахунов.
19 июня 1997 года постановлением Государственного Совета Республики Татарстан министерство было упразднено с передачей его функций министерству экономики РТ. В прессе высказывались различные причины ликвидации министерства — от конфликта с московским руководством до финансовых проблем, неаккуратностью с кредитами и закредитованностью республики, хотя за истекший на тот момент 1996 год в Татарстан было привлечено инвестиций на 505 миллиона долларов. Общим же итогом деятельности министерства стало принятие законов «О внешнеторговой деятельности в Республике Татарстан», «Об иностранных инвестициях в Республике Татарстан», «Об инвестиционной деятельности в Республике Татарстан», «О статусе одобренного инвестиционного проекта с участием иностранного инвестора», разработка Концепции внешнеэкономической деятельности Республики Татарстан на период до 2000 года, десятикратное увеличение объемов внешней торговли Татарстана, преобладание экспорта над импортом, а также достижение Татарстаном статуса одного из наиболее благоприятных для инвестирования регионов России.

## Полномочия и обязанности
Министерство находилось в подчинении Президента и Кабинета министров РТ. Министерство занималось обеспечением разработки и реализации государственной внешнеэкономической политики и соответствующих концепций и программ, координировало и регулировало внешнеэкономическую деятельность Татарстана, участвовало в разработке механизма регулирования валютно-кредитных отношений с иностранными государствами, занималось реализацией государственной политики привлечения иностранных инвестиций и их размещения на территории республики. В состав министерства входили отделы экономической и технической экспертизы, иностранных инвестиций, информационного обеспечения внешнеэкономической деятельности, договорно-правовой, валютно-финансовый, протокольный, переводов, торгово-экономического сотрудничества и нетарифного регулирования, общий, учета и отчетности, а также сектор экономической безопасности и охраны государственных интересов, группу советников, агентство по развитию международного сотрудничества, республиканское отделение Государственной регистрационной палаты.

## Министры
- 1992—1995: Арсланов Ш. Р.
- 1995—1997: Ахунов Р. Г.